# Bellwether Pictures
Bellwether Pictures je americká filmová produkční společnost sídlící v Los Angeles. Založil ji v roce 2011 Joss Whedon se svou manželkou Kai Cole. Jejich záměrem bylo natáčet nezávislé snímky s minimálním rozpočtem, které by se od produkce dostaly přímo k divákům, čímž by byla obejita složitá a často neprůhledná „struktura klasických filmových studií“.
Prvním snímkem společnosti se v roce 2012 stal černobílý film Mnoho povyku pro nic, Whedonova adaptace Shakespearovy hry. O dva roky později jej následoval snímek In Your Eyes, vydaný nejprve na internetu.